# Prosječnica
Prosječnica je kanjon rijeke Sutjeske u Bosni i Hercegovini.
Nalazi se u okviru Nacionalnog parka Sutjeska u istočnoj Bosni. Sutjeska je probila ovaj šest kilometara dug kanjon između dvaju manjih proširenja, Čemernog i Tjentišta. Dolinske strane okomito se uzdižu i do 1200 metara. Najuži dio kanjona je ždrijelo Vratar širine dvadeset metara.